# Antidepresivi
Antidepresivi ili timoleptici (grč. thymos, duša, temperament + lepsis, zahvatiti) klasa je lijekova koji se primarno koriste za liječenje depresivnih i anksioznih poremećaja. Osim za ove indikacije, mnogi su antidepresivi indicirani i za liječenje kronične boli (neuropatske ili nociplastične), nesanice, PTSP-a, ADHD-a, specifičnih fobija, poremećaja hranjenja, ovisnosti i drugo.

## Podjela antidepresiva
- Inhibitori monoaminooksidaze (MAOI)
  - 1. generacija
    - Iproniazid
    - Fenelzin
    - Tranilcipromin

  - 2. generacija
    - Moklobemid
- Neselektivni inhibitori ponovne pohrane monoamina (TCA, TeCA) 
  - Imipramin
  - Desipramin
  - Klomipramin
  - Amitriptilin
  - Nortriptilin
  - Doksepin
  - Maprotilin
- Selektivni inhibitori ponovne pohrane serotonina (SSRI / SIPPS)
  - Fluoksetin
  - Paroksetin
  - Fluvoksamin
  - Sertralin
  - Citalopram
  - Escitalopram
- Inhibitori ponovne pohrane serotonina i noradrenalina (SNRI)
  - Venlafaksin
  - Duloksetin
  - Milnacipran
- inhibitori ponovne pohrane noradrenalina (NRI)
  - Reboksetin
- Inhibitori ponovne pohrane dopamina i noradrenalina (DNRI)
  - Bupropion
- Noradrenergički i specifični serotonergički antidepresiv (NaSSA)
  - Mirtazapin
  - Mianserin
- Analozi melatonina
  - Agomelatin
- Modulatori serotoninskog sustava
  - Vortioksetin
  - Trazodon
  - Nefazodon
  - Vilazodon
- Modulatori glutamatnog sustava
  - Tianeptin
  - Ketamin
- Ostali
  - Gospina trava (Aktivin H)

### Inhibitori monoaminooksidaze (MAOI)
1. generacija - neselektivni ireverzibilni inhibitori
Antidepresivi iz ove skupine blokiraju enzim monoaminooksidazu (MAO) koji razgrađuje neurotransmitore. Posljedica je povećanje koncentracije neurotransmitora u mozgu. Prva generacija ovih lijekova može imati opasne nuspojave. Istovremenim uzimanjem tih lijekova i hrane koja sadrži mnogo tvari zvane tiramin (primjerice fermentirani sirevi i pivo) može nastati iznenadni, smrtonosni porast krvnog tlaka.
2. generacija - selektivni reverzibilni inhibitori monoaminooksidaze tipa A (RIMA)
Prvu generaciju inhibitora monoaminooksidaze danas su zamijenili reverzibilni inhibitori monoaminooksidaze tipa A, kao što je moklobemid. To su sigurni lijekovi, dobre podnošljivosti, a pri uzimanju nije potrebna dijeta.

### Neselektivni inhibitori ponovne pohrane monoamina
Ovi antidepresivi neselektivno blokiraju ponovnu pohranu neurotransmitora noradrenalina, serotonina i dopamina te tako povećavaju njihovu koncentraciju na spojevima živčanih stanica. Njihove najčešće nuspojave posljedica su utjecaja na sustav neurotransmitora acetilkolina (tzv. antikolinergičke nuspojave): suhoća usta, zamućenje vida, otežano mokrenje, zatvor, pogoršanje glaukoma, mentalna konfuzija. Također mogu izazvati poremećaj rada srca pa je u bolesnika koji ih uzimaju uputno kontrolirati EKG. U kliničkoj uporabi su dulje od 40 godina i njihova je djelotvornost pouzdano dokazana. U ovu skupinu ubrajaju se lijekovi kao što su klomipramin, maprotilin, imipramin, amitriptilin i drugi.

### Selektivni inhibitori ponovne pohrane serotonina (SSRI)
Ovi antidepresivi selektivno blokiraju ponovnu pohranu serotonina, a na druge neurotransmitorske sustave djeluju slabo ili ne djeluju uopće. Ova skupina lijekova nastala je na temelju poznavanja biokemijskog mehanizma djelovanja starijih antidepresiva i ciljano je dizajnirana kako bi se dobilo djelovanje isključivo na serotoninski sustav. Njihova selektivnost za serotoninski sustav i slabo izražen ili nikakav učinak na druge prijenosničke sustave u mozgu razlog su njihovoj dobroj podnošljivosti. U ovu skupinu lijekova ubrajaju se paroksetin, sertralin, citalopram, fluoksetin i fluvoksamin. Radi se o djelotvornim i sigurnim antidepresivima. koji se sve više preporučuju kao antidepresivi prvog izbora.
Indikacije
Osim liječenja depresije, ostale indikacije za primjenu SSRI antidepresiva su obuzeto-prisilni poremećaj, panični poremećaj, poremećaji hranjenja, PTSP, premenstrualni disforični sindrom te generalizirani i ostali anksiozni poremećaji.
Prednosti SSRI antidepresiva
Za razliku od tricikličkih antidepresiva (TCA), nema teških kardiovaskularnih nuspojava, ne umanjuju kognitivne i psihomotoričke sposobnosti te su učinkovitiji u žena generativne dobi. Doziraju se jedanput na dan i tijekom dugotrajne primjene pokazuju dobru podnošljivost. Većina ih je dostupna u obliku generičkih lijekova (jeftiniji) te imaju širok spektar primjene.
Nedostatci SSRI antidepresiva
Po svojoj učinkovitosti nisu nadmašili starije antidepresive, manje su učinkoviti nego triciklički antidepresivi u bolesnika s teškom depresivnom epizodom i/ili melankolijom. Zbog farmakokinetskih interakcija mogu potencirati učinak drugih lijekova uzetih pri predoziranju. Latencija nastupa terapijskog učinka je 3-4 tjedna. Također, inhibicijski učinci SSRI fluvoksamina na CYP3A4 mogu biti problematični u nekih starijih bolesnika jer fluvoksamin može ući u interakcije s mnogim drugim lijekovima koje stariji bolesnici piju.
Farmakodinamika
Serotoninski transporter (SERT) je glikoprotein s 12 transmembranskih dijelova ugrađenih u završetke aksona i stanične membrane serotoninergičnih neurona. Kada se izvanstanični serotonin veže za vezna mjesta na transporteru, dolazi do konformacijske promjene transportera i serotonina zbog kojih Na+ i Cl- ulaze u stanicu. Vezanje unutarstaničnog K+ dovodi tada do povratka transportera u njegovu bazalnu konformaciju i otpuštanje serotonina u unutrašnjost stanice. SSRI antidepresivi alosterički inhibiraju transport vezanjem za mjesto različito od veznog mjesta serotonina. Pri terapijskim dozama inhibirano je približno 80% aktivnosti transportera. 
Farmakokinetika
Dobro se apsorbiraju nakon peroralne primjene i imaju poluvijek u plazmi 15-24 sata. Upravo se farmakokinetske razlike smatraju najvažnijim razlikama u kliničkoj praksi, među kojima su dvije posebno značajne. Poluvrijeme eliminacije za sertralin, citalopram, fluvoksamin i paroksetin iznosi oko 24 sata. Fluoksetin se značajno razlikuje od ostalih SSRI-a po dugom poluvremenu eliminacije koje iznosi 2 do 4 dana, a za njegov metabolit norfluoksetin 7 do 15 dana. Antidepresivi s relativno kratkim poluživotom poželjni su kod ljudi s više dijagnoza, koji su na kombiniranoj terapiji, jer im omogućuju uzimanje jednom dnevno. U situacijama u kojima je brzina djelovanja izrazito važna, kao kod teške depresije, fluoksetin ne može biti lijek izbora. Druga važna razlika u farmakokinetici proizlazi iz različite sposobnosti pojedinih SSRI u inhibiciji enzima CYP450. Paroksetin utječe gotovo isključivo na CYP2D6 enzime, a inhibicija traje 3 do 7 dana nakon posljednje doze. Za razliku od paroksetina, inhibicija uzrokovana fluoksetinom traje mnogo duže. Fluvoksamin (inhibitor CYP3A4) je najneselektivniji te može dramatično povisiti koncentraciju lijekova koji se metaboliziraju s više različitih enzima CYP450. Sertralin, međutim, ima minimalan, a citalopram zanemariv učinak na enzime CYP450. Citalopram je stoga najsigurniji što se tiče rizika od farmakokinetskih interakcija.
Interakcije lijekova
SSRI najčešće stupaju u farmakokinetske interakcije (CYP450 sustav). Primjerice, paroksetin i fluoksetin su snažni inhibitori CYP2D6 izoenzima. Stoga njihovo propisivanje istodobno sa supstratima 2D6 poput tricikličkih antidepresiva može uzrokovati dramatično i katkad nepredvidljivo povećanje koncentracije tricikličkog lijeka. Rezultat može biti toksični učinak TCA. Slično tome, fluvoksamin, koji inhibira CYP3A4, može povisiti razinu propisivanih lijekova koji su supstrat za taj izoenzim, poput diltiazema, i uzrokovati bradikardiju ili hipotenziju. Drugi SSRI antidepresivi poput citaloprama i escitaloprama relativno malo podliježu interakcijama. Najozbiljnije interakcije SSRI su farmakodinamske interakcije s MAOI lijekovima koje uzrokuju serotoninski sindrom. Smatra se da taj sindrom nastaje pojačanom stimulacijom 5-HT receptora u središnjim sivim stanicama i meduli. Simptomi mogu varirati od blagih do opasnih za život i uključuju trijadu kognitivnih (delirij, koma), autonomnih (hipertenzija, trahikardija, znojenje) i tjelesnih (mioklonus, hiperrefleksija, tremor) učinaka. Stoga se većinu serotoninergičnih antidepresiva treba prestat uzimat 2 tjedna prije početka liječenja s MAOI.  Liječnje fluoksetinom treba prekinuti najmanje 4 tjedna prije uvođenja MAOI lijekova zbog njegova dugog poluvijeka.
Neželjeni štetni učinci
Štetni učinci SSRI se mogu predvidjeti na temelju njihove snažne inhibicije SERT-a. SSRI pojačavaju serotoninergični tonus ne samo u mozgu nego u čitavom tijelu. Povećana serotoninergička aktivnost u crijevu je povezana s mučninama, nelagodom u probavnom sustavu, proljevom i drugim probavnim simptomima. Povećani serotoninergički tonus na razini kralježničke moždine i iznad nje povezan je sa smanjenom seksualnom funkcijom i interesom. Stoga se u najmanje 30-40% liječenih pojavljuje gubitak libida, odgođeni orgazam ili smanjeno sekusalno uzbuđenje. Druge nuspojave povezane sa serotoninergičnim učincima SSRI-a uključuju pojačanu glavobolju, nesanicu ili prekomjerno spavanje. Nagli prekid uzimanja SSRI-a, posebno onih s kratkim poluvijekom eliminacije poput paroksetina i sertalina, u nekih je bolesnika povezano sa sindromom ustezanja koji se očituje omaglicom, parestezijama i drugim simptomima. 
Trudnoća
Svi SSRI (osim paroksetina koji spada u klasu D) klasificirani su kao kategorija C po FDA klasifikaciji (kategorije rizika A,B,C,D,X) lijekova u trudnoći s obzirom na mogućnost teratogeneze, što znači da su studije na životinjama pokazale teratogeni učinak i nema kontroliranih studija u žena ili studije u žena i životinja nisu dostupne.

### Ostali antidepresivi
Dualni serotoninski antidepresivi: Djeluju kao antagonisti serotoninskih receptora tipa 2 i kao slabi selektivni inhibitori ponovne pohrane serotonina. Predstavnici su trazodon i nefazodon.
Dualni inhibitori ponovne pohrane serotonina i noradrenalina: Predstavnik je venlafaksin, antidepresiv s brzim nastupom učinka i s dobrom podnošljivošću čak i tijekom dugotrajne primjene.
Selektivni inhibitori ponovne pohrane noradrenalina: Predstavnik je reboksetin.
Pojačivači ponovne pohrane serotonina: Predstavnik je tianeptin, iako je za njegov antidepresivni učinak zaslužna modulacija glutamatnog sustava. Tianeptin se više ne klasificira kao pojačivač ponovne pohrane serotonina.
Inhibitor ponovne pohrane noradrenalina i dopamina: Predstavnik je bupropion.
Noradrenergički i specifični serotonergički antidepresiv: Predstavnik je mirtazapin.